# René Bouloc
René Bouloc est un acteur français, né Jacques René Boulloch le 17 juillet 1944 à Saint-Pol-de-Léon et mort le 26 novembre 2013 à Plougonven.

## Filmographie

### Cinéma
- 1963 : Le Magot de Josefa de Claude Autant-Lara — Un villageois
- 1966 : Le Grand Restaurant de Jacques Besnard — Un serveur
- 1967 : Les Grandes Vacances de Jean Girault — Bargin, le copain de Philippe
- 1968 : Erotissimo de Gérard Pirès — Le pompiste
- 1969 : Sous le signe du taureau de Gilles Grangier — Jean-Pierre Raynal
- 1969 : Pierre et Paul de René Allio — Michel
- 1970 : Ces messieurs de la gâchette de Raoul André — Maurice
- 1971 : Laisse aller, c'est une valse de Georges Lautner — Le deuxième croque-mort
- 1971 : Le Souffle au cœur de Louis Malle
- 1974 : Lacombe Lucien de Louis Malle — Stéphane Faure
- 1974 : Les Suspects de Michel Wyn — le policier mal coiffé
- 1975 : On a retrouvé la 7e compagnie de Robert Lamoureux — le soldat prisonnier
- 1976 : Le Petit Marcel de Jacques Fansten
- 1977 : Le Juge Fayard dit Le Shériff de Yves Boisset — Le journaliste
- 1977 : La Question de Laurent Heynemann
- 1978 : L'Argent des autres de Christian de Chalonge — L’avocat de Chevalier d’Aven
- 1978 : One, Two, Two : 122, rue de Provence de Christian Gion — Jo
- 1978 : Mon premier amour de Élie Chouraqui — Chauffeur de taxi
- 1978 : Le dossier 51 de Michel Deville — Le chauffeur de 51
- 1978 : Elle de Jean-François Jonvelle
- 1981 : Asphalte de Denis Amar — Le cousu
- 1982 : Le Retour de Martin Guerre de Daniel Vigne
- 1987 : Au revoir les enfants de Louis Malle — Le restaurateur
- 1988 : Fréquence meurtre de Élisabeth Rappeneau — M. Chauveau
- 1990 : Lacenaire de Francis Girod
- 1991 : Sans rires (court-métrage) de Mathieu Amalric — Le cafetier
- 1992 : La Maison verte de Sylvie Verheyde — Sergio
- 1993 : Sauve-toi de Jean-Marc Fabre — Le voisin

### Télévision
- 1968 : Le Bourgeois gentilhomme, téléfilm de Pierre Badel
- 1970 :  Un mystère par jour  : épisode : L'Indicateur de Jacques Audoir
- 1972 : Les Boussardel, mini-série réalisée par René Lucot adaptée de la suite romanesque Les Boussardel de Philippe Hériat
- 1978 : Madame le juge : Autopsie d'un témoignage de Philippe Condroyer
- 1980 : Sam et Sally : de Joël Santoni, épisode : La malle
- 1984 : Les Enquêtes du commissaire Maigret, épisode La Patience de Maigret d'Alain Boudet
- 1987: Objectif Nul, épisode : Le Voyage à Moulhouse - le pompiste
- Au théâtre ce soir :
  - 1966 : L'Amour toujours l'amour de Jacques Vilfrid et Jean Girault, mise en scène Pierre Mondy, réalisation Pierre Sabbagh, Théâtre Marigny
  - 1967 : Auguste de Raymond Castans, mise en scène Christian-Gérard, réalisation Pierre Sabbagh, Théâtre Marigny
  - 1973 : La Tête des autres de Marcel Aymé, mise en scène Raymond Rouleau, réalisation Georges Folgoas, Théâtre Marigny

## Théâtre
- 1975 : Lear d'Edward Bond, mise en scène Patrice Chéreau, TNP Villeurbanne, Théâtre national de Belgique, Théâtre national de l'Odéon
- 1975 : Voyage autour de ma marmite d’Eugène Labiche, mise en scène Caroline Huppert, Théâtre Essaïon